# Christopher Dorner
Christopher Jordan Dorner (ur. 4 czerwca 1979, zm. 12 lutego 2013) – amerykański seryjny morderca, który w lutym 2013 roku zamordował w Kalifornii cztery osoby.

## Życie osobiste
Dorner urodził się w Nowym Jorku. Jego dzieciństwo niczym się nie wyróżniało, był lubiany przez najbliższe otoczenie. W 2002 roku został powołany do United States Navy, a w późniejszych latach został zawodowym żołnierzem. Uczestniczył w misjach międzynarodowych m.in. w Bahrajnie. W trakcie służby odbył przeszkolenie na strzelca wyborowego. Po powrocie do ojczyzny, wstąpił do akademii policyjnej, którą ukończył w 2006 roku. Wkrótce został przeniesiony do rezerw, co pozwoliło mu pełnić pracę policjanta. Został zatrudniony przez Los Angeles Police Department. W lipcu 2007 roku oskarżył swoją partnerkę z patrolu o stosowanie przemocy wobec zatrzymanego mężczyzny. Powołano specjalną komisję w celu wyjaśnienia zdarzenia. Po kilku miesiącach komisja uznała, że oskarżenia rzucane przez Dornera były fałszywe i podjęto decyzję o dyscyplinarnym zwolnieniu go. Dorner składał liczne odwołania, jednak bezskutecznie.

## Zbrodnie
W 2013 roku, Dorner zamieścił na swoim profilu na Facebooku manifest, w którym wypowiedział „prywatną wojnę” byłym kolegom z policji. Oskarżył ich o zrujnowanie kariery i rasizm. Ponadto, wymienił z nazwiska czterdziestu policjantów, których zamierzał zamordować. Dornier wysyła kopię akt dotyczących jego zwolnienia dziennikarzowi CNN, Andersonowi Cooperowi.
3 lutego 2013 roku, Dorner zastrzelił 28-letnią kobietę oraz jej narzeczonego. Kobieta była córką Randala Quana – byłego kapitana LAPD i prawnika, który reprezentował Dornera podczas rozprawy w sprawie  wydalenia go ze służby. Po morderstwach, rozpoczęto zakrojoną na szeroką skalę obławę. Władze Kalifornii zaoferowały milion dolarów nagrody za informacje mogące pomóc w ujęciu mordercy. Dorner znał jednak wojskowe i policyjne techniki operacyjne, co pozwoliło mu skutecznie uciekać przed obławą.
7 lutego 2013 roku, ok. 1:00 w nocy Dorner usiłował przedostać się do domu jednego z czterdziestu funkcjonariuszy wymienionych w manifeście. Został zauważony przez patrol policji, który ostrzelał z karabinu maszynowego. Dorner odjeżdża kilkanaście kilometrów dalej, do Riverside. Zatrzymuje się przy ruchliwej ulicy i gdy zauważa nadjeżdżający radiowóz, ostrzeliwuje go. Jeden z policjantów ginie na miejscu, drugi zostaje ciężko ranny. Przez kolejne dni, służbom nie udało się namierzyć Dornera. Poszukiwano go w całej Kalifornii, Nevadzie, a także w Meksyku.
12 lutego 2013 roku, Dorner kradnie samochód. Świadkowie zdarzenia rozpoznają go i wkrótce, policjantom udaje się namierzyć skradziony pojazd w górach, nieopodal wsi Angelus Oaks. Dorner ukrył się w jednym z domków letniskowych. Policjanci otaczają budynek i dochodzi do wymiany ognia z Dornerem, w wyniku której ginie jeden z policjantów. Przybyli antyterroryści wrzucają przez okna puszki z gazem łzawiącym, które przypadkowo wywołały pożar, który szybko zaczął się rozprzestrzeniać. Ogień odciął drogą ucieczki Dornerowi, który popełnia samobójstwo, strzelając sobie w głowę. Domek, w którym przebywał Dorner spłonął doszczętnie i dopiero dwa dni później władze potwierdziły śmierć Dornera.

## Ofiary Dornera
| L.p. | Nazwisko        | Wiek | Data morderstwa | Miejsce morderstwa |
| ---- | --------------- | ---- | --------------- | ------------------ |
| 1.   | Keith Lawrence  | 27   | 3 lutego 2013   | Irvine             |
| 2.   | Monica Quan     | 28   | 3 lutego 2013   | Irvine             |
| 3.   | Michael Crain   | 34   | 7 lutego 2013   | Riverside          |
| 4.   | Jeremiah MacKay | 35   | 12 lutego 2013  | Angelus Oaks       |